# Sam Hanks
Sam Hanks (Columbus, Ohio, 1914. július 13. – Pacific Palisades, Los Angeles, 1994. június 27.) amerikai autóversenyző.

## Pályafutása
1936-ban kezdte a versenyzést Midget Car autókkal. 1937-be megszerzi első győzelmét a Pacific Coast Midget Bajnokságban, majd az év végén meg is szerezte a bajnoki címet. 1939ben részt vesz az AAA által rendezett Sprint Car versenyen Milwaukee-ban. A 6. helyen fejezi be a versenyt. A háború előtti években sorra nyeri a különböző Midget Car címeket a közép-nyugati bajnokságokban. Chicago Board bajnok, 1940-ben elnyerte a Detroit Motor City and Toledo midget bajnoki címet és 1941-ben megnyerte a National Midget kihívást, majd megszerezte a Michigan-i és Ohio-i bajnoki címet is.
1940-ben indult az Indianapolis 500-as versenyen Leon Duray csapatában, a 13. helyen ért célba. 1941-ben Ed Walsh csapatával nevezett az Indy500-ra, de indulni nem tud. A II. világháború után 1946-tól ismét a versenypályákon körözött. Augusztusban meg is nyeri a 250 körös Gold Cup versenyt a Los Angeles-i Coliseum-ban. Ugyanezen évben ismét megszerzi a Pacific Coast Midget Car bajnoki címet. Indianapolis-ban Spike Jones csapatával a 3. helyre kvalifikálja magát. De egy olajcső törés miatt kiállni kényszerül. 1950-től kezdve részt vesz az AAA Stock Car bajnokságban is. 1952-ig vesz részt Midger Car bajnokságokban. 1949-ben elnyerte az AAA National Midget Car bajnoki címet. 1947-ben nem tudta kvalifikálni magát Indianapolis-ban. 1948-ban egy Adam-Sparks autóval ismét kiállni kényszerül az Indy500-on váltóhiba miatt. 1949-ben öt versenyre nevezik be az AAA National Bajnokságban, de indulni csak Indianapolis-ban tud, de ismét műszaki hiba miatt kiállni kényszerül. 1950-es Indy500-on továbbra is elkerülte a szerencse, olajnyomás elmegy a motorból, így ismét feladta a versenyt. Viszont a Bay Meadows-i versenyen a 2. helyen inteték le.
Az 1951-es szezonban öt versenyen tud elindulni. szerez két 5. helyet(DuQuoin1 és Detroit) A DuQuoin-ben rendezett 2. versenyen pedig 3. helyen ér célba. A bajnokságban a 16. helyet foglalta el. 1952-ben a teljes évadon részt vesz a Bardahl csapat színeiben. Nehezen indult számára a szezon. Az évad első felében csak kétszer tudott pontot szerezni. Viszont az évad 2. fele nagyon jól sikerült. Szerez hat Top5 helyezést. A bajnokságban 50 ponttal lemaradva a bajnok Chuck Stevenson-tól, 3. lett. 1953-ban Bardahl csapattal megszerzik a bajnoki címet az évad végén. Hanks, a Springfield-i 2. versenyen és DuQuoin-ban nyerni tud. Indianapolis 500 mérföldes versenyen pedig a 3. helyen intik le. 1954-ben is kiegyensúlyozott teljesítmény nyújtott. Hét Top10-es helyezést szerzett. DuQuoin-i versenyen ez évben is nyerni tudott. De ekkor már a Belanger csapat autóját vezette. A bajnokságot a 8. helyen zárja.
1955-ben Indianapolis-i és Phoenix-i versenyre nevezett. indianapolis-ban kiállni kényszerült, Phoenix-ben pedig túl lassúnak bizonyult a kvalifikáción. 1956-ba a Jones & Maley Csapat Kurtis 500C-Offy autóját a 2. helyre hozta be Indianapolis-ban. Ettől az évtől rendszeres résztvevője volt az USAC Stock Car bajnokságnak. 1957-ben a Belond Exhaust csapattal megnyeri a híres Indy500-as versenyt. Ezzel a győzelemmel le is zárult az open-wheel karrierje, de még ez évben lefutja versenyzői karrierje utolsó versenyét is a Riverside-i USAC Stock Car versenyen.
Visszavonulása után Tony Hulman kinevezte az Indianapolis Motor Speedway, Verseny Rendezőjének. Ezt az állást 21 éven keresztül töltötte be.

## Teljes Formula–1-es eredménysorozata
(Táblázat értelmezése)

(Félkövér: pole-pozícióból indult; dőlt: leggyorsabb kört futott) 

| Év   | Csapat        | 1   | 2      | 3      | 4   | 5   | 6   | 7   | 8   | 9   | Helyezés | Pont |
| ---- | ------------- | --- | ------ | ------ | --- | --- | --- | --- | --- | --- | -------- | ---- |
| 1950 | Milt Marion   | GBR | MON    | 500 Ki | SUI | BEL | FRA | ITA |     |     | -        | 0    |
| 1951 | Peter Schmidt | SUI | 500 Ki | BEL    | FRA | GBR | GER | ITA | ESP |     | -        | 0    |
| 1952 | Ed Walsh      | SUI | 500 3  | BEL    | FRA | GBR | GER | NED | ITA |     | 12.      | 4    |
| 1953 | Ed Walsh      | ARG | 500 3* | NED    | BEL | FRA | GBR | GER | SUI | ITA | 13.      | 2    |
| 1954 | Ed Walsh      | ARG | 500 20 | BEL    | FRA | GBR | GER | SUI | ITA | ESP | -        | 0    |
| 1955 | Cars Inc.     | ARG | MON    | 500 Ki | BEL | NED | GBR | ITA |     |     | -        | 0    |
| 1956 | Cars Inc.     | ARG | MON    | 500 2  | BEL | FRA | GBR | GER | ITA |     | 7.       | 6    |
| 1957 | George Salih  | ARG | MON    | 500 1  | FRA | GBR | GER | PES | ITA |     | 8.       | 8    |

* Duane Carterrel megosztva.